# Ánna Víssi
Anna Vissi, em grego Άννα Βίσση (Lárnaca, 20 de dezembro de 1957), é uma cantora greco-cipriota.

## Carreira
Ánna Víssi até ao momento vendeu cerca de dez milhões de álbuns. Desde 1995 recebeu a distinção de vinte e quatro discos de platina No ano de 2005 conseguiu obter êxito popular nos Estados Unidos, ao alcançar o nº1 na lista Billboard Dance com a canção Call Me, uma versão em inglês do seu grande êxito em grego "Eisai Ise", a qual Vissi deu a conhecer ao mundo ao interpretá-la ao vivo durante o encerramento dos Jogos Olímpicos de Verão de 2004.
Segundo um artigo datado de 2004 publicado na revista grega "Room 210", Anna Vissi é considerada uma "autêntica diva da cena musical grega, um exemplo para todos os artistas de géneros similares e uma pessoa que dita a música e a moda".
Víssi, como uma carreira profissional de cantora com mais de trinta anos é a cantora com maiores vendas musicais da história daquele país. Até à data obteve vinte e quatro discos de platina. No ano de 2000, o seu álbum duplo "Kravyi" recebeu sete discos de platina.
Víssi interpretou o papel principal em três produções de ópera muito populares: "Demones", "Mala," y "Ode To The Gods".
Os meios de comunicação referem-se a Víssi como a "Madonna grega" e a imprensa de língua inglesa compara a sua aparência física com Faith Hill. Seus fãs chamam-lhe carinhosamente a "Théa" (Deusa).
Víssi participou por três vezes no Festival Eurovisão da Canção. No Festival Eurovisão da Canção 1980 interpretou o tema Auto stop (em grego: Ωτοστοπ) (Boleia, Carona, (Brasil) representou a Grécia juntamente com o grupo Epikouri, tendo obtido o 13º lugar e 30 pontos. No Festival Eurovisão da Canção 1982, representou o Chipre, interpretando a canção Mono i agapi (Μόνο ή αγάπη, em grego Só amor) Vissi, tendo alcançado um quinto lugar e 85 pontos. Em 2006, foi confirmada para representar a Grécia no Festival Eurovisão da Canção 2006, realizado em Atenas a 20 de Maio desse ano, tendo obtido o nono lugar, com 128 pontos. Interpretou o tema Everything (Tudo), uma balada em inglês.

## Discografia

### Greeks Album
- 1977: As Kanoume Apopse Mian Arhi
- 1979: Kitrino Galazio - 2x Platinum
- 1980: Nai - Platinum
- 1982: Anna Vissi - Platinum
- 1982: Eimai To Simera Kai Eisai To Hthes
- 1984: Na 'Hes Kardia - Gold
- 1985: Kati Simveni - Gold
- 1986: I Epomeni Kinisi - 2x Platinum
- 1988: Tora - Gold
- 1988: Empnefsi! - Gold
- 1989: Fotia - Platinum
- 1990: Eimai - Gold
- 1992: Emeis - Gold
- 1992: Lambo - Platinum
- 1994: Re! - Gold
- 1995: O! Kypros - Platinum
- 1996: Klima Tropiko - 3x Platinum
- 1997: Travma - 3x Platinum
- 1998: Antidoto - 3x Platinum
- 2000: Kravgi - 7x Platinum
- 2002: X - 2x Platinum
- 2003: Paraksenes Eikones - 2x Platinum
- 2005: Nylon - Platinum
- 2008: Apagorevmeno - 2x Platinum

### English Album
- 2000: Everything I Am - Gold
- 2010: Untitled English Album

### Singles
- 1997: Forgive Me This
- 2000: Agapi Ypervoliki - 4х Platinum
- 2000: Everything I Am - Platinum
- 2004: Remixes 2004 - Gold
- 2005: Call Me - Gold
- 2006: Everything - Gold

### DVD's
- 2001: Anna Vissi: The Video Collection - Gold
- 2005: Anna Vissi Live - Gold